# Падерно-д’Адда
Падерно-д’Адда (итал. Paderno d'Adda) — коммуна в Италии, располагается в регионе Ломбардия, в провинции Лекко.
Население составляет 3826 человек (2008 г.), плотность населения составляет 1 275 чел./км². Занимает площадь 3 км². Почтовый индекс — 23877. Телефонный код — 039.
В коммуне 15 августа особо празднуется Успение Пресвятой Богородицы.

## Демография
Динамика населения:

## Администрация коммуны
- Официальный сайт: http://www.comune.padernodadda.lc.it/